# مذبحة قو دار بين
كانت مذبحة قو دار بين عبارة عن قتل جماعي لأفراد من الروهينجا على يد جيش ميانمار وسكان راخين المسلحين الذي ورد أنه حدث في قرية غو دار بين، في ولاية راخين في ميانمار في 27 أغسطس 2017. وفقًا لشهادة شهود العيان وأدلة الفيديو التي أوردتها وكالة أسوشيتيد برس لأول مرة، تم دفن ضحايا المجزرة في خمسة مقابر جماعية من قبل جيش ميانمار وحرقهم بالحامض. أشارت إحصائية رسمية قدمتها الحكومة البورمية إلى أن عدد القتلى بلغ عشرة، بينما سجل شيوخ قرية الروهينجا قائمة تضم 75 شخصًا ربما لقوا حتفهم في المذبحة ويقدر السكان المحليون أن ما يصل إلى 400 شخص قتلوا في المذبحة.

## الخلفية
الروهينجا هم أقلية عرقية تعيش بشكل أساسي في المنطقة الشمالية من ولاية راخين في ميانمار، وقد وُصفت بأنها واحدة من أكثر الأقليات اضطهادًا في العالم. في العصر الحديث، يعود اضطهاد الروهينجا في ميانمار إلى السبعينات. منذ ذلك الحين أصبح الروهينجا هدفًا للاضطهاد من قبل الحكومة والبوذيين القوميين. غالبًا ما استغلت الحكومات العسكرية السابقة في ميانمار التوتر بين الجماعات الدينية المختلفة في البلاد. وفقًا لمنظمة العفو الدولية عانى الروهينجا من انتهاكات حقوق الإنسان في ظل الديكتاتوريات العسكرية السابقة منذ عام 1978، وفر الكثير منهم إلى بنغلاديش المجاورة نتيجة لذلك. في عام 2005، ساعد مفوض الأمم المتحدة السامي لشؤون اللاجئين في إعادة الروهينجا من بنغلاديش، لكن مزاعم انتهاكات حقوق الإنسان في مخيمات اللاجئين هددت هذا الجهد. في عام 2015، ظل 140 ألفًا من الروهينجا في مخيمات النازحين بعد أعمال شغب طائفية في عام 2012.
في 25 أغسطس 2017، شن متمردو جيش إنقاذ الروهينجا الأراكان ثاني هجوم واسع النطاق على جيش ميانمار، مما أدى إلى «عمليات تطهير» جديدة من قبل الحكومة، والتي يقول النقاد إنها استهدفت المدنيين.

## المذبحة
وبحسب الناجين من المجزرة، كان جيش ميانمار قد خطط واستعد للمجزرة قبل وقوعها. ربما تم ذلك بقصد الانتقام من الهجمات التي شنها جيش إنقاذ روهينغيا أراكان (ARSA). رصد السكان المحليون في قو دار بين جنودًا يشترون 12 حاوية كبيرة من الأحماض بالقرب من سوق القرية قبل يومين من المجزرة. في 27 أغسطس 2017، حوالي الظهر، اقتحم أكثر من 200 جندي من تاتماداو غو دار بين من قرية بوذية إلى الجنوب، وأطلقوا النار على قرويي الروهينغا الفارين. اختبأ العديد من الفارين في بستان جوز الهند بالقرب من النهر وشاهدوا جيش ميانمار والمتعاونين المحليين الملثمين ينهبون منازل من الأشياء الثمينة قبل إحراقها. بعد ذلك، بدأ جنود جيش ميانمار والمتعاونون معهم في البحث عن ناجين في البستان، وأعدموا من تم العثور عليهم. وأفاد شهود عيان أن الجنود ألقوا أطفالاً وشيوخاً في أكواخ محترقة.
حاصرت مجموعة أخرى من الجنود قو دار بين من الشمال بينما كان الجنود لا يزالون يبحثون في البستان، محاصرين الروهينجا الباقين في جو دار بين. تمكن بعض الناجين من الهجوم الأولي من الاختباء تحت جسر بالقرب من قو دار بين حيث بدأ الجنود في حرق الجثث بالحامض وتحميلها في ثلاث شاحنات متجهة إلى المقبرة. ووصف أحد شهود العيان مشاهدة القرية تحترق لمدة 16 ساعة حتى انسحب جيش ميانمار أخيرًا.

## ما بعد الكارثة
بعد أيام من المذبحة، عاد الناجون والروهينجا من القرى المجاورة إلى بقايا غو دار بين المتفحمة لاستعادة الضحايا الذين تركوا الموتى والجثث التي تركها جيش ميانمار وراءه.
ذكرت وكالة أسوشيتد برس في 1 فبراير 2018 أنها أكدت وقوع المذبحة في غو دار بين، بعد إجراء مقابلات مع أكثر من عشرين ناجيًا والحصول على أدلة بالفيديو على القتل الجماعي وما تلاه. وردت حكومة ميانمار بالإصرار على أن المذبحة لم تحدث أبدًا، وأن 19 «إرهابيًا» فقط قتلوا و«دفنوا بعناية» في القرية.

## الاستجابات وردود الأفعال
- ميانمار: أصدرت لجنة الإعلام التابعة لحكومة ميانمار بيانًا في 2 فبراير 2018، نفت فيه الاتهامات بوقوع مذبحة، مشيرة إلى إرسال فريق من 17 مسؤولًا حكوميًا إلى قو دار بين وعادوا دون دليل أو تأكيد من القرويين بحدوث مذبحة. وزعم البيان كذلك أن 19 «إرهابيا» فقط قتلوا في قو دار بيين على أيدي قوات الأمن «التي تعمل دفاعا عن النفس».[18][19][20] رفض المتحدث باسم أسوشيتد برس مزاعم الحكومة، وقال: «وكالة أسوشيتد برس تقف إلى جانب تقاريرنا.»[21]
- الولايات المتحدة: في اليوم التالي لتأكيد وكالة أسوشيتد برس وجود المقابر الجماعية، قالت المتحدثة باسم وزارة الخارجية الأمريكية هيذر نويرت في مؤتمر صحفي: «إننا نشعر بقلق عميق من تلك التقارير عن وجود مقابر جماعية في ميانمار. نحن نراقب هذا بعناية شديدة. لا نزال نركز على المساعدة في ضمان مساءلة المسؤولين عن انتهاكات حقوق الإنسان وانتهاكاتها».[22]